# Txerrero
Le Txerrero est un des personnages principaux des mascarades souletines. Il tient le txerra, une sorte de balai en crins de cheval et porte à la ceinture des clochettes de vache ; il ouvre la marche de la troupe.

## Description
Txerrero porte une veste rouge avec un plastron blanc brodé d'argent ou d'or et un pantalon noir ; il est coiffé d'un béret. Au  XIXe siècle ont été décrits des Txerreros habillés « d'un bas blanc et d'un bas rouge, d'une veste multicolore et d'une toque emplumée » ou « en pantalon blanc et chemise blanche [ornée] au plastron de broches, chaînes d'or et bijoux comme celle des danseurs de Basse-Navarre ».
Il se caractérise surtout par la sorte de balai qu'il porte et fait tournoyer, le txerra,, formé de crins de cheval emmanchés d'un bâton. À la ceinture il porte attachées des cloches de vaches ou de brebis,.
Quand la troupe est nombreuse, il peut exister un « Texrrero noir », vêtu de cette couleur.

## Rôle dans la mascarade
Au sein de la troupe des « Rouges » (gorriak), les personnages bien habillés qui représentent l'ordre et la société souletine, Txerrero fait partie des cinq danseurs principaux, les aitzindariak, « ceux qui marchent devant ». Il s'avance en première position lors de l'entrée du cortège dans un village, agitant les sonnailles qui ceignent sa taille, écartant le public en brandissant son txerra, franchissant en tête les barricades symboliques dressées par les habitants et affrontant chaque épreuve en tête.
Lors de la représentation, il ouvre le premier acte, délimitant la scène en traçant en dansant un cercle avec sa txerra. Tout au long du spectacle, à nouveau d'un mouvement de son balai, il introduit les personnages sur scène et les en fait sortir.
On affecte généralement ce rôle à un danseur fort et vigoureux.

## Parenté et interprétation
Par son rôle de guide et de serre-file du cortège, Txerrero s'apparente au Kotilun-gorri du Labourd. C'est un personnage très ancien de la mascarade et il est possible qu'il ait jadis figuré un fou.
Des auteurs voient dans la txerra une « perche à porc » (txerrra-haga), faisant du Txerrero lui-même le gardien d'un troupeau de porcs (d'autres n'y voient qu'une balayette domestique servant à nettoyer le foyer d'un four). Dans une interprétation socio-politique des mascarades, Txerrero pourrait être « une espèce de courrier ou d'estafette » (quand Zamalzain serait le chevalier ou l'écuyer).
Les clochettes qu'il porte à la taille sont un motif classique de tous les carnavals ruraux du pays basque et de Navarre.
|                                             |
| Deux Txerreroka ouvrent la voie au cortège. |

|                                                     |
| Une Txerrero danse sur la place de Pagolle en 2023. |

|                     |
| Détail d'un txerra. |

|                                                |
| Un « Txerrero noir » à Abense-de-Haut en 2019. |